# 오재형
오재형(2002년 12월 7일 ~ )은 대한민국의 인플루언서, 인스타그램 모델이자 배우이다. 틱톡에서도 활동 중이다.

## 출연 작품

### 드라마
| 연도   | 방송사    | 제목           | 배역   | 비고고    |
| ------ | --------- | -------------- | ------ | --------- |
| 2023년 | ENA       | 명동사랑방     |        | 3기       |
| 2024년 | ENA       | 하입보이스카웃 |        | 1화, 12화 |
| 2025년 | Dramawave | 약혼연         | 신준석 | 주연      |